# Purwodadi
Purwodadi este un oraș din Indonezia, reședință a regenției Grobogan.